# L'oltraggio
L'oltraggio (The Outrage) è un film del 1964 diretto da Martin Ritt.
È un adattamento del film del 1950 Rashomon, diretto da Akira Kurosawa.

## Trama
Un bandito messicano è processato per stupro di una donna e l'omicidio del marito di lei. Le testimonianze discordano.

## Critica
«Newman, esagitato e truccato in modo ridicolo... Pretenzioso e inutile adattamento di  Rashomon... Secondo - e peggiore - dei tre western pseudoesistenzialisti girati da Ritt» ° 